# Жепіскі
Жепіскі (пол. Rzepiski) — село в Польщі, у гміні Августів Августівського повіту Підляського воєводства.
Населення — 91 особа (2011).
У 1975-1998 роках село належало до Сувальського воєводства.

## Демографія
Демографічна структура станом на 31 березня 2011 року:
|          | Загалом | Допрацездатний вік | Працездатний вік | Постпрацездатний вік |
| -------- | ------- | ------------------ | ---------------- | -------------------- |
| Чоловіки | 50      | 18                 | 24               | 8                    |
| Жінки    | 41      | 9                  | 20               | 12                   |
| Разом    | 91      | 27                 | 44               | 20                   |